# Хар'яна
Гар'яна (гінді हरयाणा, англ. Haryana) — штат на півночі Індії. Столиця — Чандігарх (не входить адміністративно до складу Хар'яни, а є окремою союзною територією), найбільше місто — Фаридабад. У перекладі з гінді «гар'яна» означає «оселя Бога»: «Харі» одне з імен Бога Вішну, «аяна» — «будинок».
Гар'яна була виділена в окремий штат із складу штату Пенджаб 1966 року. Причиною були етно-релігійні різниці між двома регіонами: у штаті Пенджаб більшість населення становлять сикхи й офіційною мовою є пенджабська, а в Гар'яні більшість — індуїстська й переважає мова гінді.